# Internationales Netzwerk Engagierter Buddhisten
Das Internationale Netzwerk Engagierter Buddhisten ist eine Verbindung von Einzelnen, Gruppen und Institutionen in über 30 Ländern zur Förderung des Buddhismus, der Menschenrechte, sozialer Gerechtigkeit sowie konkreter Projekte aller Art, die aus einer buddhistischen Geisteshaltung entstehen. Das INEB wurde 1989 auf Initiative von Sulak Sivaraksa zusammen mit den Schirmherren, dem 14. Dalai Lama, dem vietnamesischen Mönch und Zenmeister Thích Nhất Hạnh und dem thailändischen Mönch und Dharmalehrer Buddhadasa Bhikkhu gegründet, als Vertreter der drei Hauptrichtungen des Buddhismus. Die Schirmherrschaft des Letzteren ging nach seinem Tode auf den Kambodschaner Maha Ghosananda über und von diesem auf den thailändischen Mönch und Gelehrten Kusalacitto. INEB vernetzt lokale, nationale und globale Initiativen, die sich für eine friedliche, menschenwürdige, umweltfreundliche und gerechtere Lebensweise einsetzen.

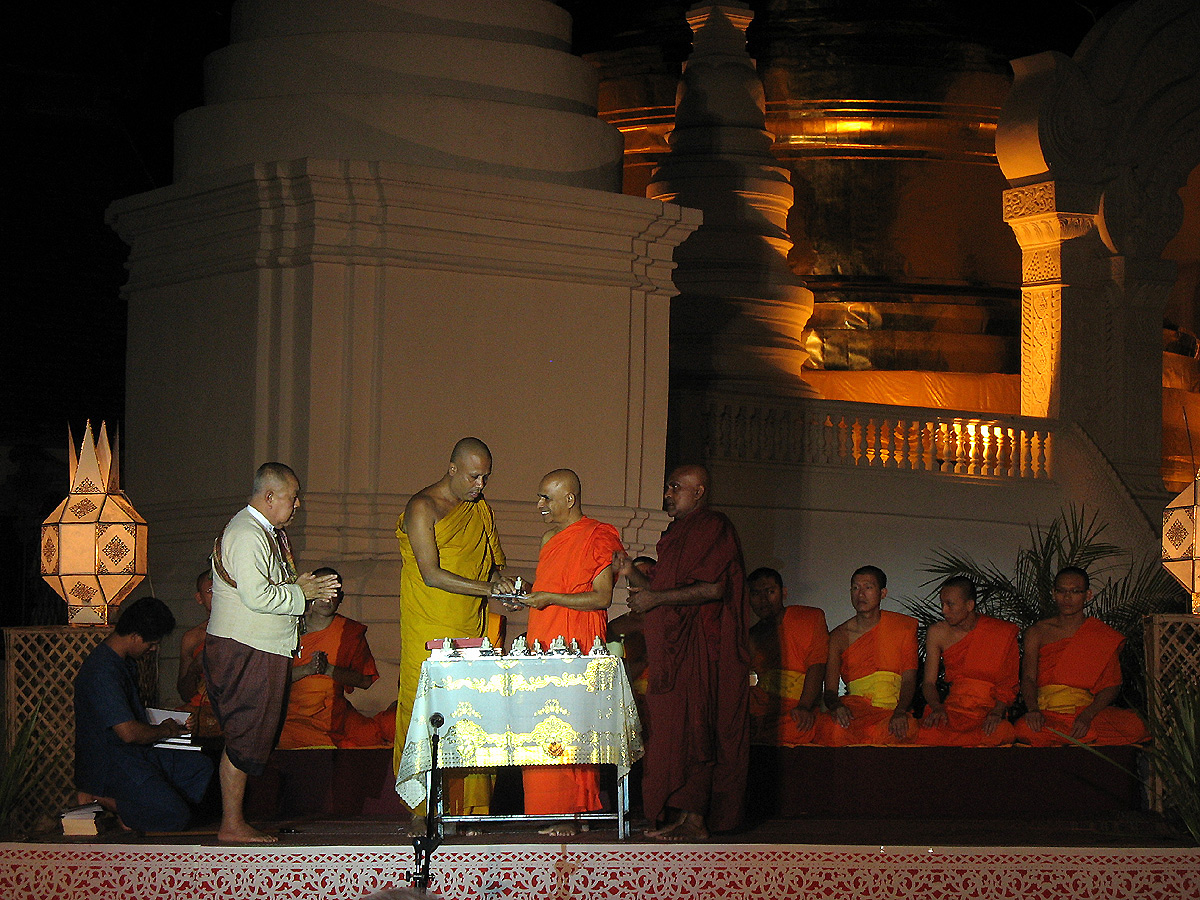
INEB-Konferenz 2009 in Chiang Mai; Mönche aus Sri Lanka überreichen Sulak Sivaraksa ein Geschenk

## Netzwerk
Das INEB wurde gegründet auf der Basis von Kalyanamitta, der geistigen Freundschaft Einzelner untereinander, und wird auch heute noch davon inspiriert. Unter den 36 Gründern befanden sich Mönche, Nonnen und Laien aus elf Ländern. Die Buddhist Peace Fellowship (BPF) aus den U.S.A. war Mitbegründer und ist dem INEB weiterhin solidarisch verbunden. Das INEB hat zwar ein Büro in Bangkok, ist aber keine hierarchisch strukturierte Organisation, sondern ein offenes Forum, das engagierten Buddhisten die Möglichkeit bietet, Ideen auszutauschen, Aktivitäten zu verknüpfen und zu koordinieren. Das Netzwerk basiert auf internationalen und interkulturellen Kontakten sowie auf gegenseitigem Respekt und auf geschlechtlicher Gleichberechtigung. Alle buddhistischen Schulen und Traditionen können sich einbringen. Diese Vielfalt verstärkt das Verständnis für das Zusammengehen von Meditationspraxis und Sozialengagement auf der Basis von buddhistischen Werten und von Mitgefühl.

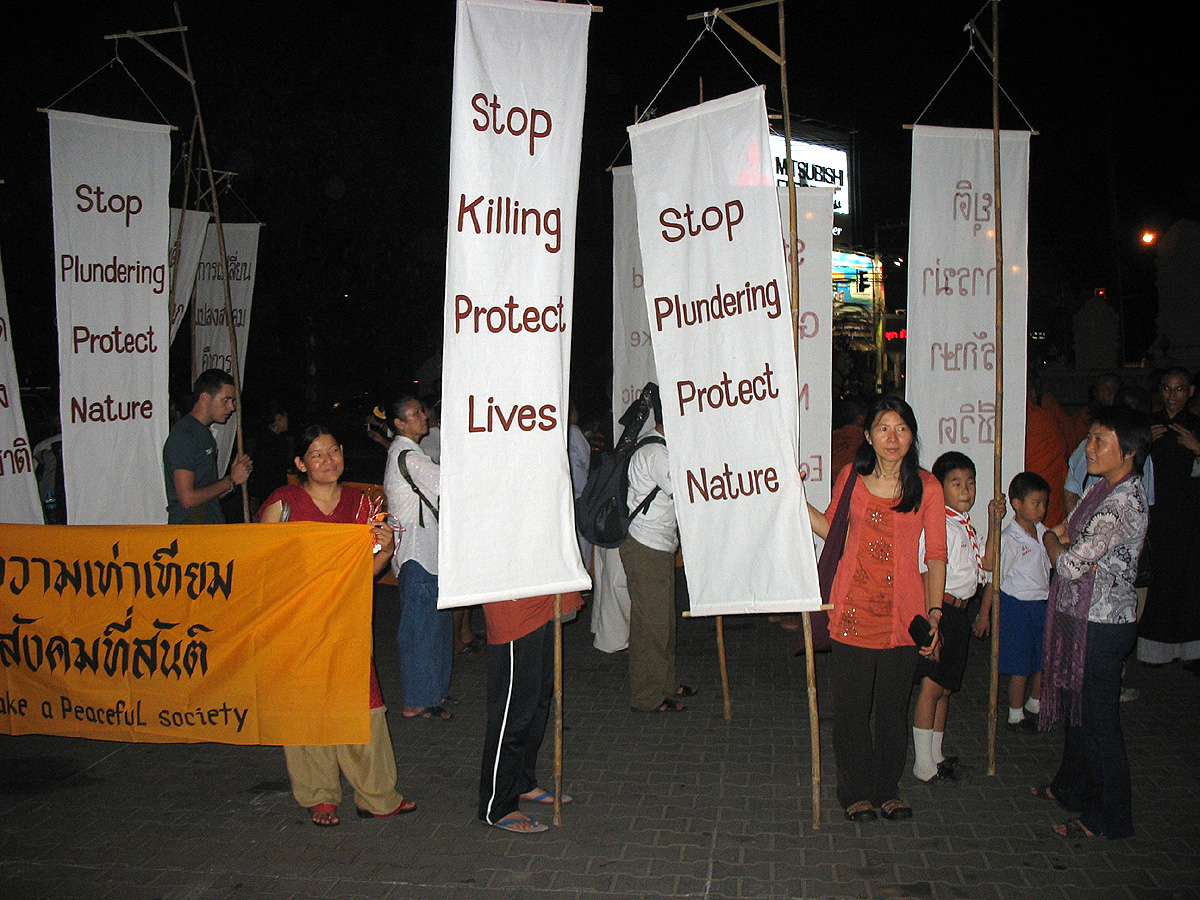
INEB-Konferenz 2009, abschließender Peace Walk

Zu den alle zwei Jahre einberufenen Konferenzen, die an wechselnden Orten stattfinden, treffen sich Mönche und Nonnen, Klostervorsteher, Leiter von Zentren, Akademiker, Dharma-Lehrer und junge Aktivisten zum gemeinsamen Meditieren, zur gegenseitigen Inspiration und zur Präsentation eigener Projekte. Wer im Geiste der Lehre Buddhas einen Beitrag leisten möchte, um den Menschen und anderen Lebewesen sowie der Umwelt in irgendeiner Form zu helfen, kann seine Idee, sein Projekt oder sein Engagement einbringen. Derzeit besonders aktive Netzwerke gibt es in den USA, in Indien, Sri Lanka, Thailand, Myanmar, Kambodscha, Malaysia, Indonesien, Taiwan und Südafrika, aber auch in Japan und in Südkorea.
Das Spektrum der Themen, die im Netzwerk besprochen und aktiv angegangen werden, ist vielfältig, und die Akzente sind von Gruppe zu Gruppe sowie von Land zu Land verschieden: ethische Fragen, Friedensarbeit, Menschen- und Tierrechte, soziale Gerechtigkeit, Umweltschutz, Entwicklungs- und Flüchtlingshilfe, medizinische Versorgung, Gründung und Unterstützung von NGOs, alternative Wirtschaftsformen, Freiheit für Tibet, Freiheit für Myanmar, Erziehung und Jugendbildung, Betreuung von Waisen, Arbeit mit Obdachlosen und Gefängnisinsassen, Drogenentzug, HIV-Prävention und Aids-Hilfe, Hospizarbeit und Sterbebegleitung, Reform der Sangha, Ordination von Frauen, Diskriminierung aufgrund von Geschlecht, sexueller Orientierung, sozialem Status oder ethnischer Zugehörigkeit, sowie interreligiöser Dialog.

## Engagierter Buddhismus

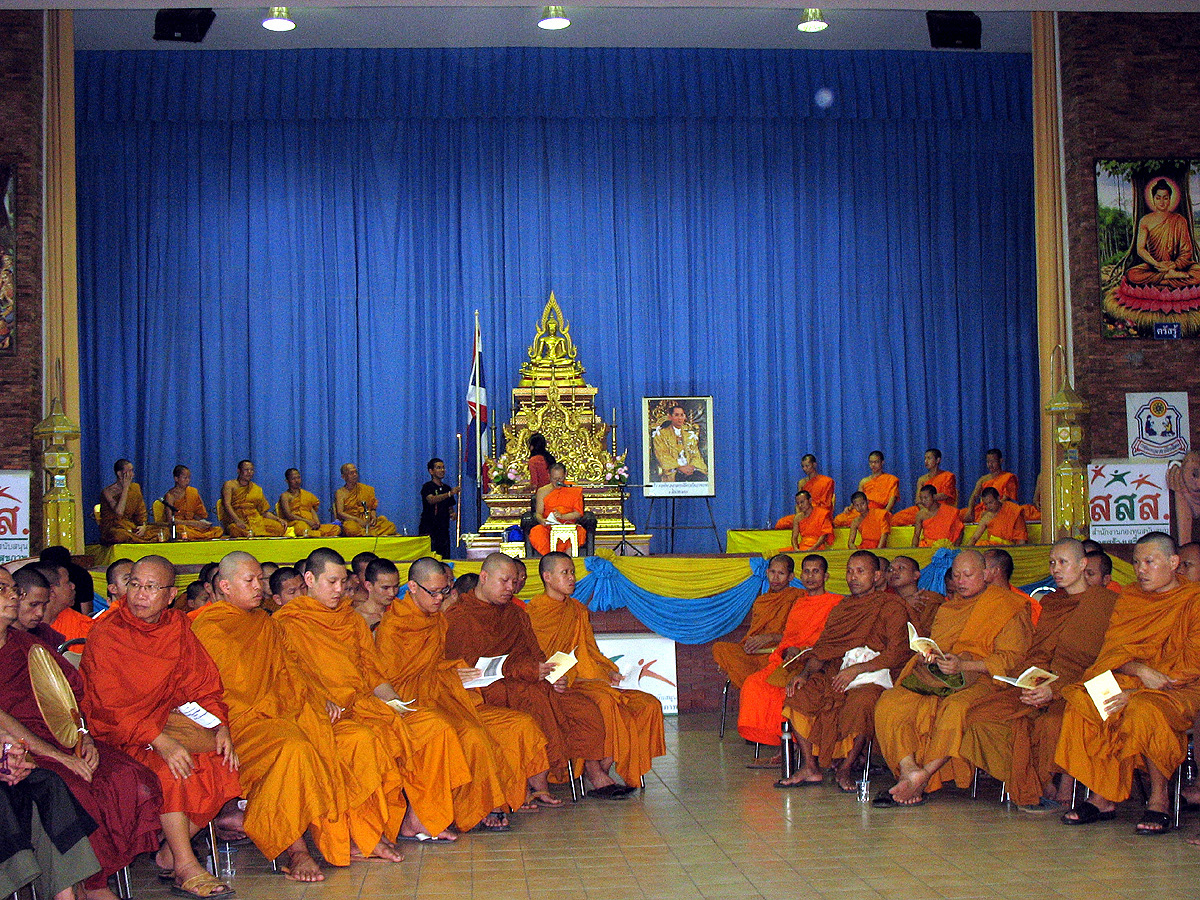
Konferenz 2009, Friedensgebet

Der Buddhismus lehrt nicht nur Entsagung von materiellem Besitz, Loslösung von Anhaftung und Besinnung, weshalb sich in den verschiedenen Traditionen unterschiedliche Meditationsformen entwickelten, sondern appelliert über aktives, unbegrenztes Mitgefühl (karuna) auch an die verantwortungsvolle Zuwendung zu den anderen Wesen und zur Natur, wie beispielsweise das Ideal des Bodhisattva zeigt. Aus der Überwindung des isolierten Ego und dem Wissen um die gegenseitige Abhängigkeit der Dinge entsteht gegenseitiges Verstehen und Engagement für die gemeinsame Welt. Engagierter Buddhismus will zur Verwirklichung einer globalen, gewaltfreien und solidarischen „Kultur des Erwachens“ beitragen. Die Lehre des Buddha über den Zusammenhang von Ursache und Wirkung bekommt angesichts der globalen Krisen, Abhängigkeiten, Herausforderungen und Leiden eine neue Aktualität. Das INEB sucht Antworten und belebt Solidarität, die im buddhistischen Weltbild wurzeln. Dies wird in dem bekannten tibetischen Mantra so ausgedrückt: om mani padme hum – „Mögen alle Wesen frei sein von Leid und den Ursachen des Leids. Mögen alle Wesen glücklich sein“. Buddha selbst entwickelte eine detaillierte Analyse über das „bedingte Entstehen“ der Klassengesellschaft, von Gewalt und Krieg aus dem Besitzdenken und von Kriminalität auf Grund von Armut. Auch in seinem Handeln gab er Orientierung in den Bereichen des Sozialen (Gleichwertigkeit aller Menschen, keine Klassen- und Rassenschranken), der Geschlechterbeziehung (Gleichwertigkeit von Mann und Frau), der Wirtschaft (selbstbeschränkender Wohlstand für alle), der Politik (Gewaltlosigkeit), der Verwaltung (demokratische Selbstverantwortung), des Umgangs mit der Natur (keinem Wesen Schaden zufügen) und in vielen anderen Fragen des Zusammenlebens.
Die geistigen Inhalte und Ziele der buddhistischen Lehre sind ohne Demokratie, Gerechtigkeit, Gewaltfreiheit, Pflege der Natur und Solidarität unter Menschen nicht zu erreichen. Deshalb ist Buddhismus immer auch engagierter Buddhismus. Meditation ist dann nicht Ausstieg, sondern Vorbereitung eines Einstiegs in die Gesellschaft und Stille zwischen engagierten Phasen. Achtsamkeit, (vipassana), eines der Hauptthemen im Buddhismus, heißt bewusst zu leben, wozu – heute besonders – auch das Wissen um globale Zusammenhänge gehört. Beispielsweise geht jegliche Art der Diskriminierung oder hemmungsloser Konsumismus und unbedachter Umgang mit Ressourcen auf Kosten anderer, was weder zur buddhistischen Grundhaltung noch zu den Erfordernissen der heutigen Zeit passt. Engagiert zu sein, meint jedoch nicht noch mehr Aktivität oder gar Aktionismus. Engagierter Buddhismus ist die bewusste Rückkehr von der Meditation in die Aktion, vom Kissen an den Arbeitsplatz, vom Meditationsraum in unseren Lebensraum, von der Sangha in die Gesellschaft, von der Klause in den Bergen hinunter auf den Marktplatz. Es geht darum, die Meditation zu verlassen, ohne die Meditation zu verlassen. Engagierter Buddhismus zeigt, wie innere spirituelle Entwicklung und sozial-ökologische Aktion in einer wirkungsvollen Synthese verbunden werden können. Die Achtsamkeit im Innehalten, Stillwerden und Hinschauen findet dann nicht nur in der Meditation statt, sondern fließt in alle Aktivitäten ein.

## Engagierter Buddhismus in Asien

### Geschichte
Mit der kulturellen Ausbreitung des Bodhisattva-Ideals begann die Geschichte des gesellschaftlich, ja politisch engagierten Buddhismus und mit dem indischen Herrscher Ashoka die Geschichte des Buddhismus als Staatsreligion. Öffentliche Wohlfahrt, Spitäler für Arme, Alte und Kranke, gerechte Verteilung des gesellschaftlichen Reichtums sowie eine Gerichtsbarkeit, die weniger auf Strafe und mehr auf die Vermeidung von Verbrechen und die Besserung des Straftäters zielte, sind nur einige der Merkmale des von Ashoka geschaffenen buddhistischen Sozialstaats. Mit Ashokas Reich begann der Einfluss des Buddhismus in anderen asiatischen Ländern. Mit dem Bodhisattva-Ideal und dem Mythos des ashokanischen Gemeinwesens hatte der gesellschaftlich engagierte Buddhismus prägende und über die Jahrhunderte wirkende Gestalt angenommen.
500 Jahre nach Ashoka ist Nagarjunas Juwelenkranz der königlichen Ratschläge ein weiterer Meilenstein in der Sozialethik des Bodhisattva-Handelns. Der große philosophische Begründer des Mahayana-Buddhismus sieht in der Transformation der eigenen Persönlichkeit das Fundament einer buddhistischen Ethik sozialen Handelns. Grundlegend für Nagarjuna ist das Prinzip der Gewaltlosigkeit. Da Gewalt bloß neue Gewalt schafft, lehnt Nagarjuna auch die Todesstrafe ab und fordert – seiner Zeit weit voraus – Rehabilitationsmaßnahmen für Strafgefangene.
In China gelangte der Buddhismus von ca. 200 n. Chr. bis ca. 900 n. Chr., also in Zeiten starker sozialer und politischer Unruhe, zu seiner größten Blüte und Ausbreitung. Die Klöster zeichneten sich durch eine rege sozial engagierte Tätigkeit aus, beispielsweise durch zinslose Kredite an verarmte Bauern sowie durch den Bau von Krankenhospizen und Schutzhäusern für Verfolgte oder Obdachlose. Außerdem waren die Buddhisten sehr kreativ in der Entwicklung neuer Heilmittel und Therapien, um den bis dahin großen Anteil an Arzneimitteln aus tierischen Bestandteilen abzuschaffen. Die gesellschaftliche Bedeutung und Wirkung des Buddhismus war allerdings den staatstragenden Konfuzianern ein großer Dorn im Auge, so dass es in China auch zu schweren Pogromen gegen Buddhisten kam, mit über zwei Millionen getöteten Mönchen und Nonnen sowie über 30.000 zerstörten Tempeln. Von diesen verheerenden „Säuberungsaktionen“ hat sich der Buddhismus in China auf Jahrhunderte nicht mehr erholt.
Während der Jahrhunderte der Beherrschung großer Teile Asiens durch europäische Kolonialmächte erlitt der Buddhismus einen dramatischen Niedergang. In Sri Lanka wurde der Mönchssangha durch die Portugiesen im 16. Jahrhundert fast ausgerottet und Japan ist zur gleichen Zeit fast völlig unter die Herrschaft des Christentums gefallen. In Birma wurde der Buddhismus unter den Engländern auf den Stand eines von Geistern und Dämonen geprägten Volksaberglaubens zurückgedrängt. Dies änderte sich, als zum Ende des 19. Jahrhunderts in Europa die Entdeckung der „Weisheit des Ostens“ modisch wurde und unter sozialistischem Einfluss in ganz Asien eine wachsende antikoloniale Bewegung aufkam. Die Lehre des Buddha wurde in vielen südostasiatischen Ländern zum Thema der Identifikation im Ringen um nationale Unabhängigkeit und sozialen Fortschritt gegen die Infiltration europäischer Religion und den aufgezwungenen westlichen Lebensstil. In Birma und in Sri Lanka schien es fast so, als käme es zur Reinstallierung des Buddhismus als Staatsreligion. Doch beide Versuche der Herausbildung eines „buddhistischen Sozialismus“ fanden einen unrühmlichen Ausgang: das durch Putsch 1962 an die Macht gekommene Militärregime in Myanmar (Birma) praktiziert weder Sozialismus noch Buddhismus und hat den Einfluss der Mönche auf die Gestaltung der Gesellschaft so gut wie ausgeschaltet. Sri Lanka begab sich zeitweilig in die Abhängigkeit großer „sozialistischer Bruderländer“, während man nach innen einen verhängnisvollen Kurs der ethnischen Spaltung steuerte, das Überleben des Buddhismus mit der Vorherrschaft des singhalesischen Volkes gleichsetzte, das Buddha-Dhamma in einen gewalttätigen Nationalismus verkehrte und Minderheiten ausgrenzte.
Mit dem Bodhisattva-Ideal und dem Mythos des ashokanischen Gemeinwesens hatte der gesellschaftlich engagierte Buddhismus prägende und über die Jahrhunderte wirkende Gestalt angenommen. Obwohl der Buddhismus in den Ländern, in denen er sich über Jahrhunderte hinweg stabilisieren konnte, zunehmend zum Bündnis mit den herrschenden Schichten tendierte und in Tibet sogar die Gestalt einer feudalistischen Theokratie annahm, wirkten in ihm doch stets egalitäre, befreiende und humanisierende gesellschaftliche Kräfte.

### Moderne
Die Jahrzehnte nach dem Zweiten Weltkrieg (1939–1945) waren beherrscht von der Konfrontation der antagonistischen Macht- und Gesellschaftssysteme, dem demokratisch-kapitalistischen Westen und dem diktatorisch-sozialistischen Osten. Die buddhistischen Länder Asiens wurden auf verhängnisvolle Weise Opfer dieses Konflikts, wie die Kriege in Indochina, Korea und Vietnam oder die Bürgerkriege in Birma, Sri Lanka, Thailand und Kambodscha belegen. Sri Lanka, Birma und China wurden sozialistisch, Japan und Thailand kapitalistisch, Vietnam und Korea wurden zwischen den Machtblöcken aufgeteilt, Tibet, Mongolei und Sikkim wurden überrollt und einverleibt, Vietnam, Laos, Kambodscha erbarmungslos niedergebombt. Für diese Zerreißproben konnten beide Seiten jeweils Anknüpfungspunkte in der Lehre und Praxis des Buddhismus finden. So ging in einigen buddhistischen Reformbewegungen Asiens das Bodhisattva-Ideal eine synkretistische Mischung mit dem europäischen Marxismus und Sozialismus ein, es kam zu unterschiedlichen Versuchen einer sozialpolitischen Verbindung von Buddhismus und Marxismus in Sri Lanka, Burma, Thailand, Laos, Vietnam, Kambodscha, China, Korea und in der Mongolei, die alle scheiterten.
In gleicher Weise kam es in anderen buddhistischen Ländern zu einem gänzlich unkritischen Import von westlichem Kapitalismus und Konsumismus, lag doch auch Ashokas Anliegen in der Schaffung von Wohlstand und wirtschaftlicher Freiheit für die breite Bevölkerung. In beiden Gesellschaftsmodellen wurden dem buddhistischen Ziel dienliche Antriebe zur Entwicklung und Modernisierung des jeweiligen Landes gesehen. Zu solcher Konfrontation konnte es nur kommen, weil das zentrale buddhistische Prinzip, nämlich die Nicht-Dualität und das Nicht-Anhaften an allen Ideologien nicht beachtet wurde und stattdessen das westliche Entweder-oder- und Freund-Feind-Denken die Herrschaft übernahm. Erst die schlimmen Folgen dieser Ereignisse ließen viele Buddhisten Asiens wieder zu ihren eigenen geistigen Wurzeln zurückkehren, nach Alternativen in der gesellschaftlichen Entwicklung suchen und einen neuen, im Buddha-Dhamma verankerten „engagierten Buddhismus“ herausbilden. Den Ansatz dafür fand man in einer erneuerten und vertieften Einsicht von „paticca samupadda“, der wechselseitigen Bedingtheit aller Wesen und Phänomene. Alle Erscheinungen werden erkannt als zutiefst miteinander verbunden, auseinander hervorgehend, einander enthaltend, wofür der moderne Begriff Interbeing steht.
Das menschliche Leid infolge von Hunger, Krieg, Armut, fehlender medizinischer Versorgung und zerstörter Lebensräume ließ nach dem Zweiten Weltkrieg in etlichen asiatischen Ländern engagierte buddhistische Basisbewegungen sich herausbilden. Lange bevor im Westen basisdemokratische Aktivitäten aufkamen, entfalteten buddhistische Persönlichkeiten und Initiativen in Asien bereits eine auf Liebe und Achtung gegenüber den Mitwesen gegründete vielfältige Graswurzelbewegung zwecks geistiger, gesellschaftlicher und kultureller Erneuerung. Aus dem 20. Jahrhundert und aus heutiger Zeit sind exemplarisch folgende Personen und Gruppen des engagierten Buddhismus hervorzuheben: die Friedens- und Sozialarbeit von Thich Nhat Hanh im Vietnam der 1950er- und 1960er-Jahre, Formen des gewaltlosen Widerstands entwickelnde tibetische Lamas, Krankenhäuser und Hospize gründende taiwanesische Nonnen, sich für den Schutz des tropischen Regenwalds einsetzende thailändische Mönche, von buddhistischen Mönchen angeführte Friedensmärsche in Kambodscha, das breite Sozialengagement buddhistischer Laien-Gemeinschaften in Südkorea und Japan sowie die Bewegung der „Ambedkar-Buddhisten“ in Indien, die als Kastenlose seit den 1950er-Jahren millionenfach zum Buddhismus übergetreten sind.
Vor allem in Thailand gibt es zahlreiche selbstgenügsame Gemeinschaften mit dem Ziel eines Lebens in Einfachheit, wie es einst Buddha vorlebte. Diese Bewegung wurde vor allem durch eine Gruppe modern denkender Mönche, der sogenannten „Development monks“ (Entwicklungsmönche) vorangebracht. Angesichts der enormen Auswirkungen der über Asien hinweg rollenden westlichen Konsum-, Medien- und Massenproduktionskultur sind es auch in wachsendem Maße Mönche, die sich der leidhaften Folgen annehmen. Neben den genannten Persönlichkeiten Sulak Sivaraksa und Buddhadasa Bhikkhu, der das Konzept eines Dhamma-Sozialismus entwarf, sind der Friedenspreisträger der UNESCO Phra Payutto und Phra Prachak aus der Gruppe der sogenannten Waldmönche zu nennen, die Urwaldbäume „ordinierte“, um sie vor der Abholzung durch multinationale Firmen zu schützen. Von Sri Lanka breitete sich die Sarvodaya-Shramadana-Bewegung auf Indien und andere Länder aus. Sie wurde von dem Lehrer A.Y. Ariyaratne initiiert, der ursprünglich in ärmlichen Gebieten Arbeitsferien für städtische Schüler organisierte, damit sie das Landleben kennenlernen. In Taiwan war es die Meisterin Chen Yen (Trägerin des Förderpreises der UNPO), die sich für die diskriminierten Ureinwohner einsetzte. In der Folge entstand die Buddhist Compassion Relief Tzu Chi Foundation, die eigene Krankenhäuser, Ausbildungs- und Sozialeinrichtungen auch in anderen Ländern betreibt.
Darüber hinaus unterstützten verschiedene Gruppen im Netzwerk Workshops für Buddhisten und Andersgläubige, die unter sozialen, politischen und ökonomischen Zwängen leiden, um ihre Probleme selbst lösen zu können. Beispielsweise Hilfe für burmesische Dissidentengruppen, Brückenfunktion zu internationalen Hilfsorganisationen, Strategien zur Konfliktbewältigung in Sri Lanka und in Kambodscha, Dhammaweitergabe für kambodschanische Laien und Mönche nach deren weitgehenden Ausrottung durch die roten Khmer sowie Hospizprogramme für unheilbar Kranke in Thailand. Das INEB arbeitet auch zusammen mit „Spirit in Education Movement“ (SEM), einem ebenfalls von Sulak Sivaraksa 1995 in Thailand gegründeten Projekt basierend auf alternativer Erziehung mit Themen wie Tiefenökologie, Leben und Sterben, alternative Entwicklung, Konsumismus und Rechte indigener Völker.

## Engagierter Buddhismus weltweit
Mit Beginn des 20. Jahrhunderts ist das Dharma nach Westeuropa und Nordamerika gekommen; neuerdings fasst es auch in Osteuropa Fuß. Die literarischen Väter der Beat-Generation der 1950er Jahre wie Jack Kerouac, Allen Ginsberg, Gary Snyder waren fasziniert vom Zen-Geist und vom Bodhisattva-Ideal. Während des Vietnamkriegs ließen sich Amerikaner zu buddhistischen Mönchen ordinieren und setzten sich mit anderen auf Bahnschienen, um die Militärtransporte zu stoppen. Auf Initiative des Zen-Meisters Robert Aitken Roshi wurde die Buddhist Peace Fellowship ins Leben gerufen, eine der verbreitetsten buddhistischen Organisationen im Westen. Dort finden Menschen wie Jack Kornfield, Tetsugen Glassman Roshi, Baker Roshi, Christopher Titmuss, Philip Wahlen, Peter Matthiessen, Stephen Batchelor, Pema Chödrön, Joanna Macy, Joan Halifax, Arnold Kotler und Claude AnShin Thomas eine Plattform für ihre Überzeugungen.
Auf Grund der Zielsetzungen von Gewaltfreiheit und alternativer Ökonomie sowie der Aufhebung von Geschlechterdiskriminierung, von Polarisierung zwischen arm und reich, von Gefahren durch Nationalismus, Rassismus und durch die Herrschaft multinationaler Konzerne, ergibt sich folgerichtig ein globales Engagement, das über die Ursprungsländer des Buddhismus hinausgeht. Das INEB hat deshalb Kontakte auch zu internationalen Organisationen. Das Engagement westlicher Buddhisten zeigt sich in einer Vielzahl von Gemeinschaften und Hilfsprojekten, die sich der Entwicklungsarbeit oder der politischen Freiheit in Asiens widmen, wie beispielsweise Spendensammlungen für Leprastationen in Vietnam oder für den Aufbau von Schulen für tibetische Flüchtlingskinder und für Waisenkinder in Bangladesch. Den breitesten Raum nimmt hierbei die Unterstützung für das tibetische Volk ein. In den U.S.A. und in Deutschland wurden Straßenretreats für Obdachlose und in Hospizen Sterbebegleitung angeboten, im deutschsprachigen Raum Initiativen gegen Massentierhaltung in Österreich ergriffen und Briefaktionen zur Freilassung inhaftierter burmesischer Mönche durchgeführt, in England Gefangenenarbeit geleistet und in Auschwitz fanden buddhistische Meditationswochen statt.
Außerhalb Asiens finden sich derzeit engagierte Buddhisten in den meisten europäischen Ländern sowie in der Türkei, in den U.S.A., in Kanada, Mexiko, Brasilien, Argentinien, Südafrika, Australien und in Neuseeland.

### Deutsch
- Brandon, David: Zen in der Kunst des Helfens, Knaur-Verlag, München 1983.
- Tendzin Gyatsho (14. Dalai Lama): Im Einklang mit der Welt – Der Friedensnobelpreisträger im Gespräch, Lübbe-Verlag, Bergisch Gladbach 1993.
- Dalai Lama / Jean C. Carrière: Die Kraft des Buddhismus und der Zustand der Welt – Bewusster leben in der Welt von heute, Herder Spektrum, Freiburg i.Br. 1998.
- Geshe Thupten Ngawang: Genügsamkeit und Nichtverletzen – Natur und spirituelle Entwicklung im tibetischen Buddhismus, Herder-Verlag, Freiburg i.Br. 1995.
- Gerlitz, Peter: Mensch und Natur in den Weltreligionen – Grundlagen einer Religionsökologie, Primus-Verlag, Darmstadt 1998.
- Macy, Joanna: Die Wiederentdeckung der sinnlichen Erde – Wege zum ökologischen Selbst, Theseus-Verlag, Berlin 1994.
- Payutto, P.A.: Buddhistische Ökonomie – Mit der rechten Absicht zu Wohlstand und Glück, Fischer Media-Verlag, Bern 1999.
- Sangharakshita: Buddhismus im Westen – Die Integration des Buddhismus in die westliche Gesellschaft, Do Evolution Verlag, Essen.
- Sivaraksa, Sulak: Samen des Friedens – Vision einer buddhistischen Gesellschaftsordnung, Aurum Verlag, Braunschweig 1995.
- Suzuki: Daisetz Teitaro, Karuna – Zen und der Weg der tätigen Liebe; Der Bodhisattva-Pfad im Buddhismus, O.W.Barth-Verlag, München 1989.
- Thich Nhat Hanh: Innerer Friede, Äußerer Friede, Theseus-Verlag, Küsnacht, 1987.
- Thich Nhat Hanh: Vierzehn Tore der Achtsamkeit zu einem spirituellen Engagement in der Welt, Theseus-Verlag, Berlin 1998.
- von Allmen, Fred: Bodhisattvas am Werk (Aufsatz über sozial engagierten Buddhismus in Asien) aus dem Buch „Mit Buddhas Augen sehen“.

### Englisch
- Badiner, Allan Hunt, Dharma Gaia – A Harvest of Essays in Buddhism and Ecology, Parallax Press, Berkeley 1990.
- Batchelor, Martine / Brown, Kerry, Buddhism and Ecology, World Wide Fund for Nature, London 1992.
- Buddhadasa Bhikkhu, Dhammic Socialism, Thai Inter-Religious Commission for Development, Bangkok 1986.
- Jones, Ken, The Social Face of Buddhism – An Approach to Political and Social Activism, Wisdom Publications, London 1989.
- Jones, Ken, Beyond Optimism – A Buddhist Political Ecology, Jon Carpenter Publishing, Oxford 1995.
- Jones, Ken, Buddhism and Social Action, Buddhist Publication Society, Kandy 1981.
- Payutto, P.A., Buddhist Solutions for the twenty-first century, Buddhadhamma Foundation, Bangkok 1995.
- Queen, Christopher S., Engaged Buddhism in the West, Wisdom Publication, Boston 1999.
- Queen, Christopher S. / Sallie B.King, Engaged Buddhism – Buddhist Liberation Movements in Asia, State University of New York, New York 1996.
- Ratnapala, Nadasena, Buddhist Democratic Political Theory and Practice, Sarvodaya Vishva Lekha Publication, Colombo 1997.
- Sandell, Klas (editor), Buddhist Perspectives on the Ecocrisis (with a Declaration of Environmental Ethics by H.H. the Dalai Lama), Buddhist Publication Society, Kandy 1987.
- Sivaraksa, Sulak (editor), The Quest For A Just Society, The Legacy an Challenge of Buddhadasa Bhikkhu, Santi Pracha Dhamma Institute, Bangkok 1994.
- Sivaraksa, Sulak, A Socially Engaged Buddhism, Thai Inter-Religious Commission for Development, Bangkok 1988.
- Titmuss, Christopher, The Green Buddha, Insight Books, Denbury 1995.
- Titmuss, Christopher, Spirit for Change – Voices of Hope for a World in Crisis, Green Print, London, 1989.
- Udomittipong, Pipob / Walker, Chris / Sivaraksa, Sulak, Socially Engaged Buddhism for the New Millenium, Essays in honor of the Venerable Phra Dhammapitaka (Bhikkhu P.A.Payutto) on his 60th birthday anniversary, Sathirakoses Nagapradipa Foundation, Bangkok 1999.
- Watts, Jonathan / Senauke, Alan / Santikaro Bhikkhu, Entering the Realm of Reality – Towards Dhammic Societies, Suksit Siam, Bangkok 1997.